# Valka
Valka (în germană Walk) este un oraș și o municipalitate din nordul Letoniei, la granița cu Estonia de-a lungul ambelor maluri ale râului Pedele.
Valka și orașul eston Valga sunt gemene, separate de granița estono-letonă, dar folosesc același slogan: „Un oraș, două țări” (1 pilsēta, 2 valstis). Granița care a împărțit orașul livonian Walk a fost marcată în 1920 de o comisie internațională condusă de către colonelul britanic Stephen George Tallents. Odată cu extinderea Acordului Schengen și desființarea frontierei dintre Estonia și Letonia în 2007, s-a anunțat că se va înființa un transport public comun cu autobuzul între Valka și Valga. De asemenea, toate punctele de trecere a frontierei au fost eliminate, gardurile au fost demolate și toate drumurile de acces au fost deschise. În 2016 s-a anunțat că, datorită vieții mai bune și a salariilor mai mari din Estonia, mulți locuitori din Valka s-au înregistrat ca locuitori din Valga.

## Istorie
O localitate numită Walk a fost menționată pentru prima dată în anul 1286.  Din 1419 a fost cetatea de scaun a unui landtag (organ reprezentativ) al confederației Terra Mariana (Livonia medievală).
În 1584 i s-au acordat aceleiași drepturi de oraș ca și Riga de către regele polono-lituanian Ștefan Báthory și a intrat sub stăpânirea poloneză.
În 1626 partea estonă a intrat sub stăpânirea suedeză și aproximativ 100 de ani mai târziu, ambele orașe au devenit parte a Imperiului Rus.
Cu toate acestea, orașul și-a câștigat importanța abia la sfârșitul secolului al XIX-lea, când seminarul de profesori al regiunii Vidzeme a funcționat aici și, de asemenea, a devenit un important nod feroviar. Mai mult, prima linie de cale ferată cu ecartament îngust de pe teritoriul Letoniei moderne a fost construită de la Valka până la orașul eston Pärnu.
Valga a fost ocupată de Germania în ianuarie 1918, iar Estonia și-a declarat independența la 24 februarie. Mai târziu în același an, la 15 noiembrie, Letonia a făcut același lucru.
La 31 ianuarie 1919 a avut loc Bătălia de la Paju, lângă Valga, în timpul Războiului de Independență al Estoniei împotriva sovieticilor. După lupte grele, grupul Tartu-Valga al armatei estone i-a împins pe pușcașii letoni sovietici afară din conacul Paju.  A fost cea mai acerbă luptă din perioada de început a războiului. Comandantul eston Julius Kuperjanov a căzut în luptă.
Dezacorduri între cele două țări cu privire la cui aparține Valga / Valka au apărut la scurt timp după ce Letonia și-a proclamat independența. Arbitrajul internațional condus de reprezentantul britanic, colonelul S. G. Tallents la 1 iulie 1920 a stabilit definitiv granița dintre Estonia și Letonia, inclusiv prin a da orașului Valga aproape întreg teritoriul construit al orașului Valka. Valka a primit doar Piața Lugazi și aproximativ 80 de clădiri din lemn. Conform înregistrărilor letone, aproximativ 2.500 de cetățeni letoni s-au mutat din partea estonă. Valga propriu-zisă până la cimitirul Konnaoja și Luke a rămas sub stăpânirea estonă. Ulterior au fost stabilite posturi de frontieră și cele două orașe au fost astfel împărțite timp de 21 de ani până la izbucnirea celui de-al Doilea Război Mondial. 
La 15 noiembrie 1917 s-a luat decizia de a proclama Republica independentă Letonia la Valka. Drapelul roșu-alb-roșu al Letoniei a fost ridicat aici pentru prima dată. La 1 iulie 1920 orașul a fost împărțit între nou-născutele state letone și estone.

## Educație
În oraș se află o școală primară și un gimnaziu. Institutul Letoniei-Estoniei oferă studii suplimentare.

## Oameni notabili
- Jānis Cimze (1814–1881), pedagog, fondator al seminarului de profesori de la Vidzeme - prima instituție de învățământ superior de pe teritoriul Letoniei
- Aigars Fadejevs (născut în 1975), alergător olimpic, câștigător al medaliei de argint la Jocurile Olimpice de vară din 2000 de la Sydney
- Vents Armands Krauklis (n. 1964), muzician, politician, fost primar al orașului Valka (2001-2006), membru al Seimului Letoniei (2006-2010), actual primar al municipiului Valka
- Roberts Ķīlis (n. 1968), antropolog social, fost ministru al educației și al științei (2011-2013)
- Pavel Loskutov (născut în 1969), alergător de fond
- Gatis Smukulis (născut în 1987), biciclist
- Andris Vilks (n. 1963), fost ministru al finanțelor (2009-2014)

## Orașe gemene - orașe surori
Valka este înfrățit cu:
- Braslaw, Belarus
- Çamlıyayla, Turcia
- I'billin, Israel
- Kutaisi, Georgia
- Marijampolė, Lituania
- Novoye Devyatkino, Rusia
- Valga, Estonia
- Valga, Spania

## Galerie

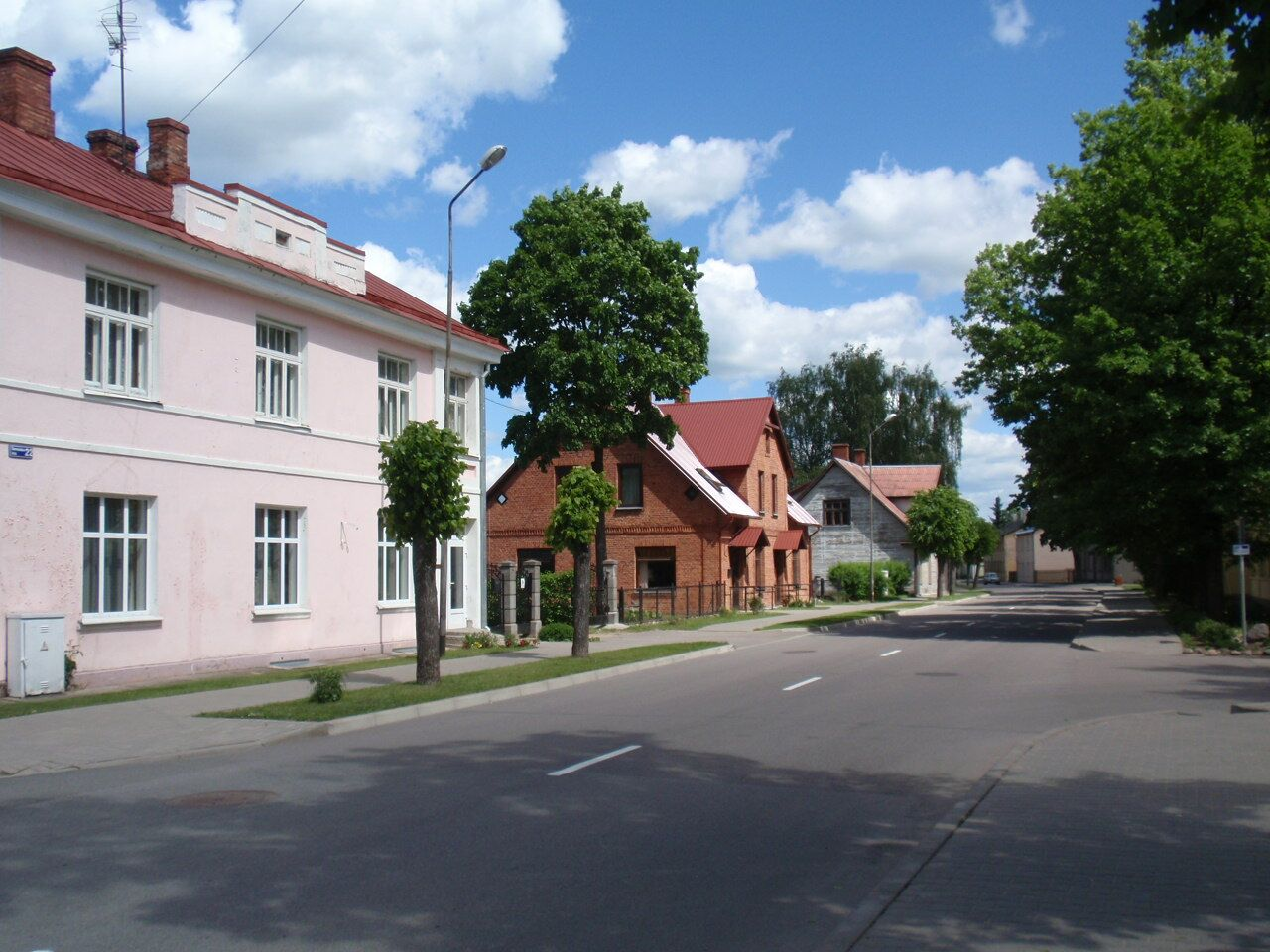
Semināra iela
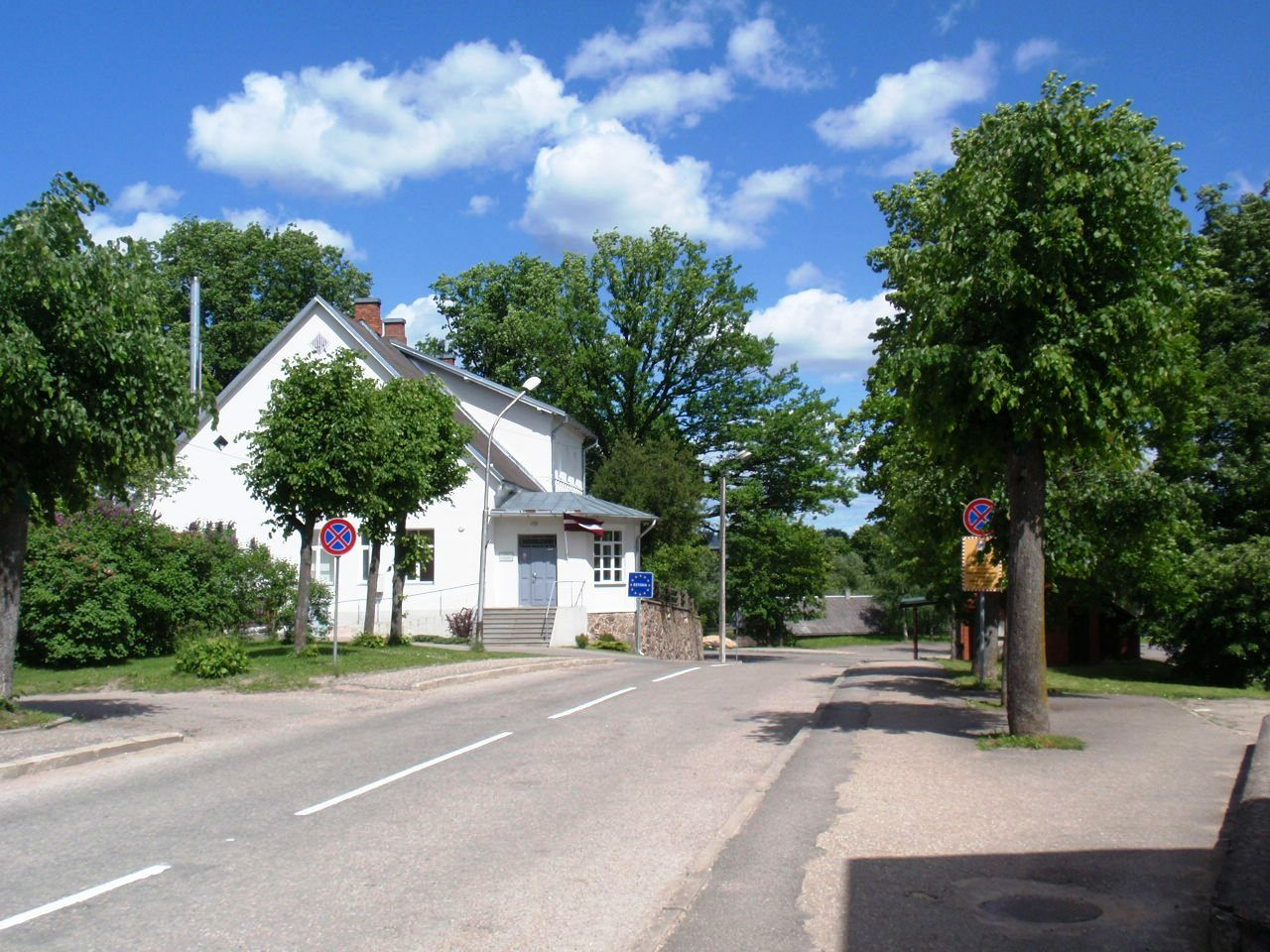
Rīgas iela (strada Riga) la granița cu Estonia.
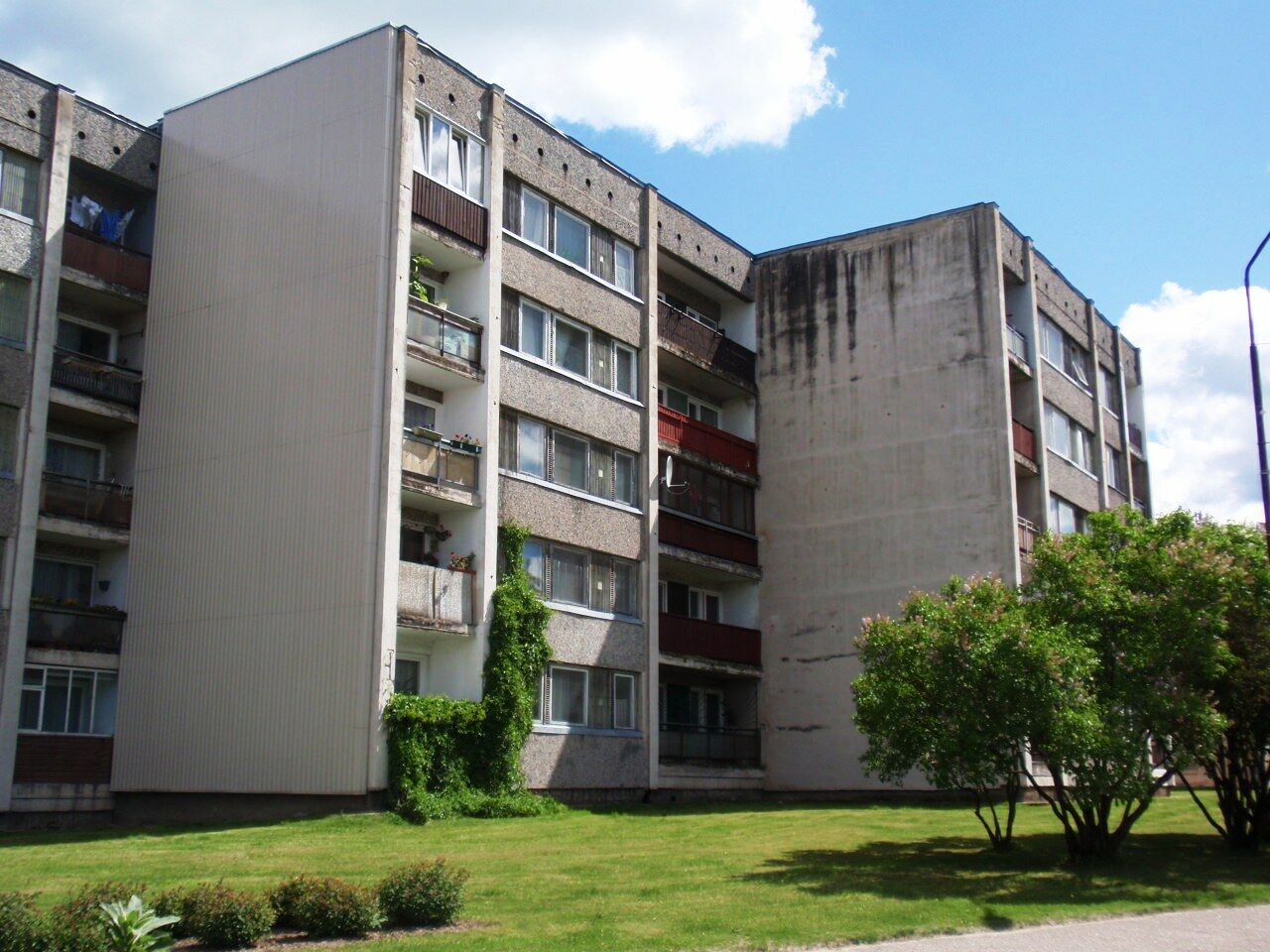
Clădire de apartamente din epoca sovietică.
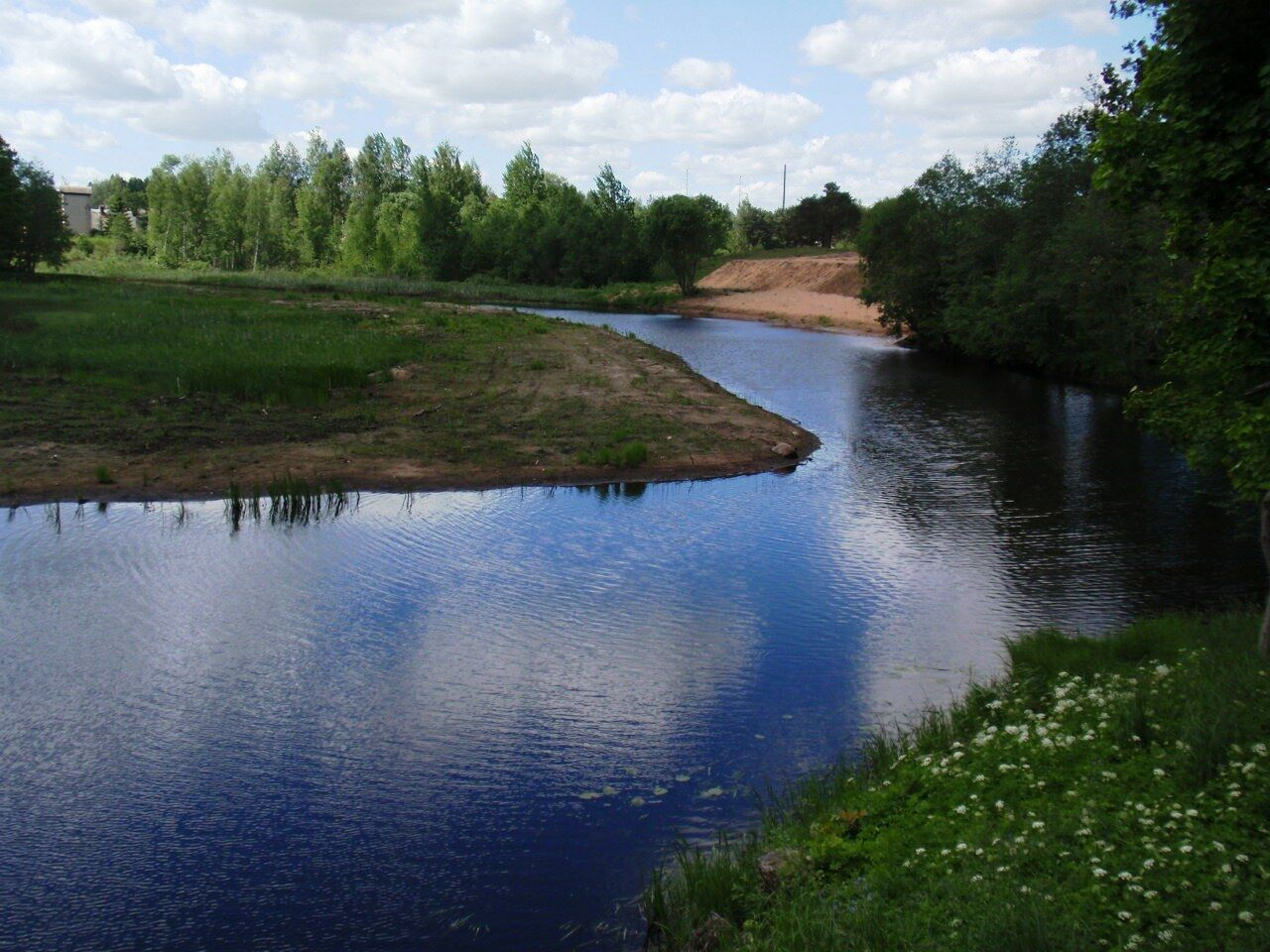
Râul Pedele în Valka.
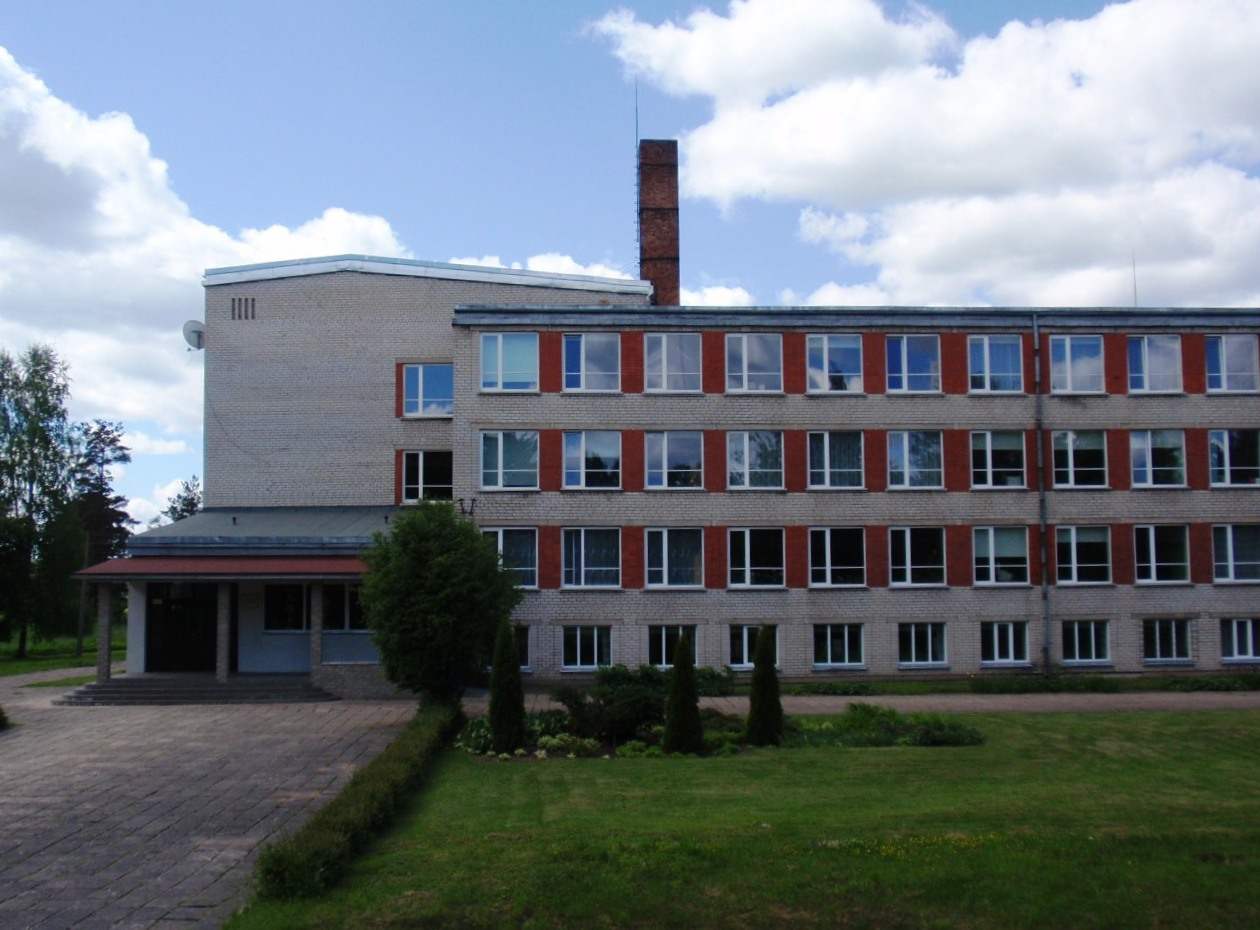
Școala primară din Valka